# C3orf84
C3orf84 (англ. Chromosome 3 open reading frame 84) – білок, який кодується однойменним геном, розташованим у людей на 3-й хромосомі. Довжина поліпептидного ланцюга білка становить 204 амінокислот, а молекулярна маса — 23 376.
| 10         |  | 20         |  | 30         |  | 40         |  | 50         |
| ---------- |  | ---------- |  | ---------- |  | ---------- |  | ---------- |
| MQSALVGSWH |  | NNGFYGHYRS |  | QFKSESAREY |  | HLAAKPQPPA |  | VFLQRCQEPA |
| QRHFFSKHDN |  | RTSFDKGPYC |  | LLQGIGRRKD |  | LERLWQRHTF |  | LRWAPCEIEL |
| RQQGPLESSY |  | QADFRPGPGL |  | SGLPQHLIHF |  | VQVQPSHTRT |  | TYQQNFCCPS |
| QGGHYGSYKV |  | GPQAPVTDVL |  | PDLPGIPRPK |  | LLQHYLHAGV |  | SECLNWSRAL |
| NKDS       |  |            |  |            |  |            |  |            |

A: Аланін

C: Цистеїн

D: Аспарагінова кислота

E: Глутамінова кислота

F: Фенілаланін

G: Гліцин

H: Гістидин

I: Ізолейцин

K: Лізин

L: Лейцин

M: Метіонін

N: Аспарагін

P: Пролін

Q: Глутамін

R: Аргінін

S: Серин

T: Треонін

V: Валін

W: Триптофан